# العلاقات التشيكية النيوزيلندية
العلاقات التشيكية النيوزيلندية هي العلاقات الثنائية التي تجمع بين التشيك ونيوزيلندا.

## مقارنة بين البلدين
هذه مقارنة عامة ومرجعية للدولتين:
| وجه المقارنة                                              | التشيك                                                                            | نيوزيلندا                                              |
| --------------------------------------------------------- | --------------------------------------------------------------------------------- | ------------------------------------------------------ |
| المساحة (كم2)                                             | 78.87 ألف                                                                         | 268.02 ألف                                             |
| عدد السكان (نسمة)                                         | 10.52 مليون                                                                       | 4.24 مليون                                             |
| الكثافة السكانية (ن./كم²)                                 | 133.38                                                                            | 15.82                                                  |
| العاصمة                                                   | براغ                                                                              | ويلينغتون، أوكلاند                                     |
| اللغة الرسمية                                             | اللغة التشيكية                                                                    | لغة إنجليزية، اللغة الماورية، لغة الإشارة النيوزيلندية |
| العملة                                                    | كرونة تشيكية، كرونة تشيكوسلوفاكية                                                 | دولار نيوزيلندي، الجنيه النيوزيلندي                    |
| الناتج المحلي الإجمالي (بليون دولار)                      | 215.73 مليار                                                                      | 205.85 مليار                                           |
| الناتج المحلي الإجمالي (تعادل القوة الشرائية) بليون دولار | 356.15 مليار                                                                      |                                                        |
| الناتج المحلي الإجمالي الاسمي للفرد دولار أمريكي          | 17.55 ألف                                                                         |                                                        |
| الناتج المحلي الإجمالي للفرد دولار أمريكي                 | 31.19 ألف                                                                         |                                                        |
| مؤشر التنمية البشرية                                      | 0.878                                                                             | 0.914                                                  |
| رمز المكالمات الدولي                                      | +420                                                                              | +64                                                    |
| رمز الإنترنت                                              | .cz                                                                               | .nz                                                    |
| المنطقة الزمنية                                           | ت ع م+01:00، ت ع م+02:00، توقيت وسط أوروبا، توقيت وسط أوروبا الصيفي، أوروبا/براغ ‏ | ت ع م+13:00، ت ع م+12:00                               |

## منظمات دولية مشتركة
يشترك البلدان في عضوية مجموعة من المنظمات الدولية، منها:
| علم المنظمة | اسم المنظمة                               | تاريخ انضمام التشيك | تاريخ انضمام نيوزيلندا |
| ----------- | ----------------------------------------- | ------------------- | ---------------------- |
|             | منظمة الشرطة الجنائية الدولية             | ?                   | ?                      |
|             | الاتحاد البريدي العالمي                   | ?                   | ?                      |
|             | منظمة التجارة العالمية                    | ?                   | ?                      |
|             | منظمة التعاون الاقتصادي والتنمية          | ?                   | ?                      |
|             | الفريق المعني برصد الأرض                  | ?                   | ?                      |
|             | مجموعة الموردين النوويين                  | ?                   | ?                      |
|             | مؤسسة التنمية الدولية                     | 1993                | 1 أكتوبر 1974          |
|             | مؤسسة التمويل الدولية                     | 1993                | 31 أغسطس 1961          |
|             | منظمة حظر الأسلحة الكيميائية              | ?                   | ?                      |
|             | الوكالة الدولية للطاقة                    | ?                   | ?                      |
|             | الأمم المتحدة                             | 19 يناير 1993       | 24 أكتوبر 1945         |
|             | الاتحاد الدولي للاتصالات                  | 1993                | 3 يونيو 1878           |
|             | البنك الدولي للإنشاء والتعمير             | 1993                | 31 أغسطس 1961          |
|             | مجموعة أستراليا                           | 1994                | 1985                   |
|             | المركز الدولي لتسوية المنازعات الاستشارية | 22 أبريل 1993       | 2 مايو 1980            |
|             | وكالة ضمان الاستثمار متعدد الأطراف        | 1993                | 22 أبريل 2008          |
|             | نظام تحكم تكنولوجيا القذائف               | 1998                | 1991                   |
|             | يونسكو                                    | 22 فبراير 1993      | 4 نوفمبر 1946          |

## وصلات خارجية
- موقع وزارة الخارجية التشيكية
- موقع وزارة الخارجية النيوزيلندية